# Station Potters Bar
Potters Bar is een spoorwegstation van National Rail in Potters Bar, Hertsmere in Engeland. Het station is eigendom van Network Rail en wordt beheerd door Govia Thameslink Railway. Het station is geopend in 1850.